# 王胄
王冑（558年—613年），字承基，琅邪郡临沂人，南朝陳、隋朝詩人，王筠之孙，南陳黄門侍郎王祥之子。
王冑在陳朝初任鄱陽王法曹参軍，历任太子舍人、東陽王文学。
隋滅陳，晋王杨广召王冑为学士。604年（仁寿四年），王冑随劉方征讨林邑，因功任帥都督。605年（大業元年），担任著作佐郎，以詩文才能被隋煬帝杨广看重。煬帝从洛陽回到長安，開天下大宴。王冑受命以宴会为題材作五言詩：河洛称朝市，崤函实奥区。周营曲阜作，汉建奉春谟。大君苞二代，皇居盛两都。招摇正东指，天驷乃西驱。展軨齐玉软，式道耀金吾。千门驻罕毕，四达俨车徒。是节春之暮，神皋华实敷。皇情感时物，睿思属枌榆。诏问百年老，恩隆五日酺。小人荷熔铸，何由答大炉。
王冑文名与虞綽並称，两人关系也很好。王冑参加遠征高句麗，進位朝散大夫。王冑恃才傲慢，对自己官位低下不满。諸葛潁嫉恨他，屡次向皇帝誣告，煬帝愛王冑之才没有处罚。礼部尚書楊玄感和王冑交友，数次来往他的宅邸。613年（大業九年），楊玄感之乱失敗，王冑、虞綽被流放到边境。王冑从流放地逃亡，到江南躲藏，被官吏逮捕处死，享年五十六岁。王冑所著詞賦，当時非常流行。

## 延伸阅读
[在维基数据编辑]
 《北史/卷083》，出自李延壽《北史》
 《隋書·卷76》，出自魏徵《隋书》